# عبد الرزاق العدواني
عبد الرزاق مشاري العدواني (1927 - 1996) وزير الصحة العامة الكويتي السابق مُنذ عام 1971 حتى 1975.

## السيرة الشخصية
تلقى تعليمه في المدرسة المباركية، ثم عمل فيها مدرساً لمدة عام، وفي عام 1943 سافر إلى القاهرة لاستكمال دراسته الثانوية، ومن ثم حصل على درجة البكالوريوس في الطب والجراحة من جامعة لندن عام (1958)، وعمل بعد ذلك في مستشفيات إنجلترا حتى عام 1970.

## السيرة المهنية
- زميل باحث بجامعة هارفارد.
- حصل على درجة الماجستير في الصحة العامة.
- عين مدرساً في كلية الطب بجامعة الكويت.
- حصل على درجة أستاذ مساعد في طب الاعصاب 1968.
- عميد كلية الطب بالوكالة بجامعة الكويت عام 1970.
- مستشار طب الأعصاب، ورئيس أمراض الأعصاب بوزارة الصحة منذ عام 1977 م.
- تم ترشيحه كزميل للجمعية الكويتية للأطباء في لندن عام 1979 م.
- أول رئيس تحرير لمجلة الجمعية الطبية الكويتية، وشارك في تأسيسها.
- مقرر المجلس التنفيذي وعضو المالية الدائمة في منظمة الصحة العالمية
- عضو المجلس التنفيذي لمنظمة الصحة العالمية.
- أحد مؤسسي جمعية حماية البيئة.
- رئيس جمعية حماية البيئة الكويتية.
- رئيس الجمعية الطبية الكويتية.[3]